# Ficus soepadmoi
Ficus soepadmoi är en mullbärsväxtart som beskrevs av K.M. Kochummen. Ficus soepadmoi ingår i släktet fikonsläktet, och familjen mullbärsväxter. Inga underarter finns listade i Catalogue of Life.